# بازداشتگاه ۶۶ سپاه
ندامتگاه ۶۶ سپاه بازداشتگاهی متعلق به سپاه پاسداران است که پشت استادیوم تختی تهران قرار دارد و ویژه کارکنان متخلف سپاه است. از این بازداشتگاه برای بازجویی متهمان حوادث پس از انتخابات ریاست جمهوری دهم در سال ۸۸ نیز استفاده شده‌است.
بند ۳۲۵ اوین و ندامتگاه ۶۶ سپاه دو مکان مجزا هستند و بند ۶۶ سپاه مقابل استادیوم تختی در جنوب شرقی تهران واقع شده‌است که البته در ورودی آن «دژبان کل سپاه» نوشته شده‌است. بند ۶۶ یا همان «ندامتگاه ۶۶ سپاه» دارای ۱۰اتاق بزرگ هست که علت نامگذاری آن به ۶۶ این هست که روبروی اتاق ۱ اتاق ۱۰ قرار دارد که جمع این دو عدد ۱۱ می‌باشد، در ادامه، مقابل اتاق ۹ اتاق ۲ قرار دارد که جمع آن ۱۱ می‌شود که با ادامه این روند، پنج تا ۱۱ تشکیل می‌شود که با ضرب کردن ۵ به ۱۱ عدد ۵۵ حاصل می‌گردد.